# Conneforde
Conneforde est un quartier de la commune de Wiefelstede en Basse-Saxe.
Sa population était de 279 habitants en 2017.
Un aérodrome se trouve au sud-est de Conneforde.

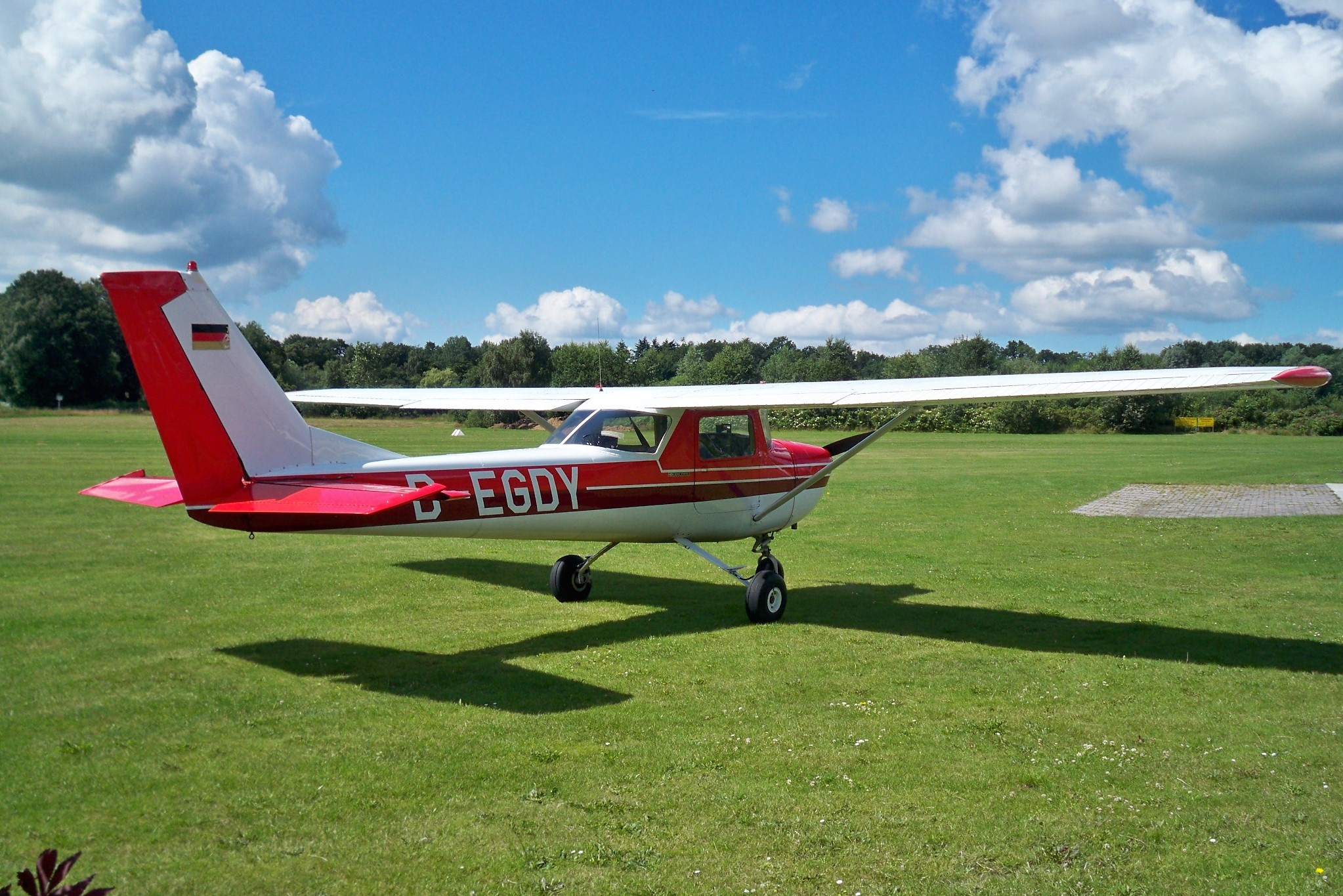
Aérodrome de Conneforde